# Иркутский троллейбус
Иркутский троллейбус — троллейбусная система города Иркутска.
На 1 сентября 2024 года в Иркутске действует одиннадцать троллейбусных маршрутов (один из них - межмуниципальный). Пассажирские перевозки трамваями и троллейбусами осуществляет МУП "Иркутскгортранс". Стоимость проезда в трамваях и троллейбусах Иркутска составляет 30 рублей, проездного билета (в зависимости от вида) - от 150 до 1500 рублей. В троллейбусах пассажиры оплачивают проезд при выходе водителю. При оплате можно использовать банковскую карту. 

## История
Движение троллейбусов в Иркутске было открыло 6 ноября 1970 года. Первый троллейбусный маршрут соединял остановки «Сквер им. Кирова» и «Поселок Энергетиков» (через плотину ГЭС). Первые шесть дней курсировало всего два троллейбуса, но уже 12 ноября их число выросло до двенадцати. Длина маршрута составила 12,6 километров в одну сторону и столько же в другую. В 1972 году первый маршрут был продлен до остановки «ул. Жуковского». К 1979 году протяженность троллейбусных линий Иркутска составляла 58 километров, и на линиях работало 84 троллейбуса. В 2009 году троллейбусы перевезли 12,1 млн пассажиров, принеся в городскую казну 86 млн рублей. В 2017 компания-перевозчик переименована из МУП «Иркутскгорэлектротранс» в МУП «Иркутскгортранс».
Хронология развития маршрутной сети:
- 1972 год — маршрут № 1: ул. Жуковского — сквер Кирова (ул. Свердлова)
- 1979 год — маршрут № 3: мкр. Байкальский — сквер Кирова (ул. Свердлова), продлён до предместья Марата
- 1974 год — маршрут № 4: сквер Кирова (ул. Свердлова) — Аэропорт (через Советскую ул., первоначально остановка Аэропорт для маршрутов № 4 и № 6 были расположены раздельно)
- 1988 год — маршрут № 5: мкр. Солнечный — сквер Кирова (ул. Свердлова) (с 2011 года объединён с маршрутом № 3)
- 1989 год — маршрут № 6: ул. Жуковского — Аэропорт (через ул. Ширямова)
- 1991 год — маршрут № 7: сквер Кирова (ул. Свердлова) — мкр. Первомайский
- 1993 год — маршрут № 8: сквер Кирова (ул. Свердлова) — мкр. Юбилейный (по часовой стрелке)
- 1995 год — маршрут № 10: ул. Маршала Конева (мкр. Синюшина Гора) — ул. Волжская
- 2004 год — маршрут № 7к: ул. Маршала Конева (мкр. Синюшина Гора) — мкр. Первомайский
- 2004 год — маршрут № 10к: ул. Маршала Конева (мкр. Синюшина Гора) — мкр. Юбилейный (против часовой стрелки)
- 2010 год — маршрут № 6а: ул. Волжская — ул. Жуковского (в 90-х годах работал под № 12) в настоящее время маршрут закрыт
- 2011 год — с 1 января маршрут № 1 изменил движение (ул. Жуковского — мкр. Солнечный); маршрут № 3 изменил движение (предместье Марата — мкр. Солнечный); маршрут № 10к переименован в № 10. С 1 августа восстановлена прежняя схема маршрутов 10 и 10к (маршрут № 10к: мкр. Юбилейный (против часовой стрелки) — ул. Маршала Конева (мкр. Синюшина Гора), маршрут № 10: ул. Маршала Конева (мкр. Синюшина Гора) — ул. Волжская).[3]
- 2011 год — с 13 ноября в связи со строительством четвёртого пускового комплекса мостового перехода через Ангару (позднее получил название Академический мост) все троллейбусы, следующие по улице Байкальской, на участке между остановками Театр кукол и Волжская изменили схему движения: вместо сквозного проезда по Байкальской троллейбусы шли по улицам Байкальская, Трилиссера, Седова с выездом на прежнюю линию в районе пл. 50-летия Октября Архивная копия от 16 сентября 2016 на Wayback Machine. Для этого были капитально отремонтированы (фактически построены) проезжие части по улицам Трилиссера и Седова общей протяженностью 1,5 км, установлены столбы и натянуты линии контактных сетей. После окончания строительства путепровода на перекрестке улиц Байкальской и Пискунова в августе 2012 года троллейбусы были возвращены на прежние маршруты движения, хотя некоторое время обсуждалась возможность оставить один из дублирующих маршрутов (№ 3 или № 5) следующим через Трилиссера-Седова. В конце концов была восстановлена прежняя схема движения, а новый участок контактной сети был просто отключен. Троллейбусное движение по данному участку было вновь организовано в 2019 году (по улице Трилиссера с выходом на Академический мост).
- 2014 год — с 17 ноября маршруты № 7 и 10к частично изменили схему движения в связи с завершением прокладки контактной сети троллейбуса (в одну сторону) через микрорайон Университетский. После остановки «Школа № 55» (при следовании в сторону Академгородка) троллейбусы обоих маршрутов поворачивают направо на Улан-Баторскую ул., следуют через микрорайон Университетский, а после направляются на ул. Лермонтова и далее следуют по прежнему маршруту[4]. При этом маршрут № 10 следует по прежнему маршруту (по объездной дороге Университетский-Первомайский).
- 2016 год — в июне в тестовом режиме запущен маршрут 3у за пределы города — в поселок Молодежный Иркутского района (Пр. Марата — сквер Кирова (ул. Свердлова) — мкр. Солнечный (Гормолзавод) — ИСХИ (посёлок Молодёжный)). 4,5 км маршрута (в одну сторону) троллейбус проезжал без контактной сети. Движение по маршруту осуществлял троллейбус ВМЗ-5298.00 (ВМЗ-375) (бортовой номер 304 Архивная копия от 25 августа 2016 на Wayback Machine), дооборудованный системой автономного хода, созданной мастерами троллейбусного депо в 2015 году. В троллейбус с транзисторной системой управления коллекторным двигателем были установлены 36 гелиевых аккумуляторных батарей и система контроля заряда. Это позволяло машине проезжать 30% участков маршрута без использования контактной сети. По словам специалистов МУП «Иркутскгортранс», на дооборудование троллейбуса системой автономного хода потребовалось около одного миллиона рублей, что в три раза дешевле приобретения заводского аналога Архивная копия от 25 августа 2016 на Wayback Machine. Спустя пару месяцев после запуска троллейбуса на автономном ходу эксперимент был закончен - по словам работников троллейбусного парка, неправильная эксплуатация троллейбуса привела к повреждению аккумуляторных батарей, восстановить которые без дополнительных финансовых вливаний невозможно (троллейбус с №304 продолжает работу в обычном режиме).
- 2017 год —  открыта новая троллейбусная линия-перемычка между двумя конечными кольцами у Аэропорта. Стал возможен сквозной проезд троллейбусов по улице Ширямова. Остановка маршрутов № 6 и № 4 объединена. С августа месяца появилась возможность оплачивать проезд бесконтактными банковскими картами систем MasterCard PayPass и Visa PayWave, вместе с тем возможна оплата посредством Apple Pay и Android Pay.
- 2018 год — 19 декабря на улицы Иркутска вышли троллейбусы ВМЗ-5298.01 «Авангард» с запасом автономного хода до 22 км[5]. В связи с этим вновь возникли идеи о запуске новых троллейбусных маршрутов с участком автономного хода через Академический мост (рассматривался маршрут "М-н Луговое - Ботанический сад - Академический мост - ул. Советская - Аэропорт"). Однако запуск троллейбусов по Академическому мосту был вновь отложен.
- 2019 год - построена линия по Академическому мосту. 28 ноября 2019 г. через мост запущено движение маршрута под номером 5 "Сквер Кирова - микрорайон Университетский". Контактная сеть также проведена по ул. 3-го Июля, однако для маршрутного движения троллейбусов первоначально она не использовалась.
- 2020 год - со 2 октября движение маршрута № 5 в направлении из центра стало осуществляться по ул. 3-го Июля с новой остановкой "130-й квартал". В то же время в сторону Университетского были исключены остановки: "Музыкальный театр", "Театр кукол", "ул. 4-я Советская", а остановка "Академический мост"  была перенесена на ул. 3-го Июля, ближе к ТРК "Яркомолл". Изначально изменение схемы объяснялось работами на теплотрассе по ул. Трилиссера, однако после их окончания возврата к прежней схеме не произошло. С 9 декабря маршрут № 5 был продлён до ул. Маршала Конева. Новая схема маршрута: ул. Маршала Конева - мкрн. Университетский - Академический мост - ул. Байкальская - Сквер им. Кирова - ул. 3 Июля - Академическая (без заезда в мкрн. Университетский) - ул. Маршала Конева.
- 2021 год - 24 декабря пущен межмуниципальный аккумуляторный маршрут 777 Сквер им. Кирова (ул. Свердлова)  — Пос. Молодежный[6] Иркутского района, по нему выполняется 4 односторонних рейса в сутки по будням, 2 - в выходные[7].
- В течение последних лет происходит постоянное снижение количества подвижного состава троллейбусов и сокращение выпуска на линию, в первую очередь из-за нехватки водителей. На 1 сентября 2024 года в троллейбусном депо числится 58 троллейбусов, на линию способны выходить 49 из них[8]. Водителей в депо хватает, чтобы выпускать на линию 30-35 троллейбусов.

Также в городе действовали следующие маршруты, в настоящее время закрытые:
- № 2. Сквер Кирова (ул. Свердлова) — Троллейбусное депо (посёлок Энергетиков);
- № 2. Аэропорт — Советская ул. — ул. Жуковского (позднее);
- № 3. Сквер Кирова (ул. Свердлова) — предместье Марата (маршрут менялся несколько раз, с момента запуска ходил по маршрутам: микрорайон Байкальский — предместье Марата, Рынок Фортуна — Аэропорт, предместье Марата — Аэропорт);
- № 5. мкр. Солнечный — сквер Кирова (ул. Свердлова) (с 2011 года объединён с маршрутом № 3);
- № 6а. ул. Жуковского — Академгородок — Байкальский мкр. — Волжская ул. (работал также под номером 12);
- № 8к. мкр. Юбилейный (против часовой стрелки) — мкр. Первомайский (вводился в конце 2009 г. буквально на несколько дней);
- № 9. Аэропорт — Советская ул. — мкр. Юбилейный (по часовой стрелке);
- № 11. Сквер Кирова (ул. Свердлова) — мкр. Байкальский;
- № 12. мкр. Солнечный — ул. Жуковского (в 1998 году[9] работал также под номером 11, ныне такой маршрут выполняется под номером № 1).
- Маршрут № 6 некоторое время с момента запуска выполнялся с заездом в мкр. Солнечный.

## Маршрутная сеть

Карта маршрутов Иркутского троллейбуса (2022-04)

На 1 сентября 2024 года в Иркутске действует одиннадцать троллейбусных маршрутов общей протяженностью 231,92 км. 
- № 1. Мкр. Солнечный (Лодочная) — Академгородок — ул. Жуковского
- № 3. Пр. Марата — сквер Кирова (ул. Свердлова) —  мкр. Байкальский — мкр. Солнечный (Лодочная)
- № 4. Сквер Кирова (ул. Свердлова) — Советская ул. — Аэропорт
- № 5. Сквер Кирова (ул. Свердлова) — Академический мост — М. Конева
- № 6. Ул. Жуковского — Академгородок — ул. Ширямова — Аэропорт
- № 7. Сквер им. Кирова (ул. Свердлова) — Байкальский мкр. — Академгородок — мкр. Первомайский
- № 7к. Мкр. Первомайский — Новомельниково — ул. Маршала Конева
- № 8. Сквер им. Кирова (ул. Свердлова) — Байкальский мкр. — мкр. Юбилейный (по часовой стрелке)
- № 10. ул. Маршала Конева (мкр. Синюшина Гора) — Новомельниково — Академгородок — мкр. Байкальский — ул.Волжская
- № 10к. ул. Маршала Конева (мкр. Синюшина Гора) — Новомельниково — Академгородок — мкр. Юбилейный (против часовой стрелки)
- № 777. Сквер им. Кирова (ул. Свердлова)  — Пос. Молодежный
- Служебный троллебусное депо- Ново-Ленино. (муп Иркутскавтотранс.)

Маршруты 7 и 10к при движении в сторону плотины Иркутской ГЭС, маршрут 5 в сторону Сквера Кирова осуществляют заезд в мкр. Университетский по Улан-Баторской ул.

## Подвижной состав
- ВМЗ-170 (по состоянию на 01.09.2024 отстранены от эксплуатации, готовятся к списанию)
- ВМЗ-375 (в Иркутске работает самое большое в мире количество троллейбусов данной модели)[11]
- ЗИУ-682 (по состоянию на 01.09.2024 отстранены от эксплуатации, готовятся к списанию)
- СТ-682Г («Сибирский троллейбус»)
- Тролза-5265 «Мегаполис»[12]
- ЛиАЗ-5280
- ВМЗ-5298.01-50 «Авангард»
- ПКТС-6281.01 «Адмирал»

## Пассажироперевозки
Динамика объёмов перевозок

## Перспективы
- В советское время существовали планы прокладки троллейбусной линии в мкр. Ново-Ленино и междугородной линии «Алюминиевый завод Шелехова — сквер Кирова», которые не были реализованы.
- Согласно генеральному плану развития Иркутска предусматривалась прокладка троллейбусной линии в микрорайон Ново-Ленино в 2022-2024 гг. и перенос туда троллейбусного депо. К концу 2024 года информация о реализации данных планов полностью отсутствует.
- Ранее планировавшаяся прокладка линии по ул. Пискунова в сторону аэропорта отменена в связи с отказом от дальнейшего строительства путепровода.

## Депо

Схема развития контактной сети иркутского троллейбуса (2009)

Троллейбусное депо МУП Иркутскгортранс находится по адресу: Академическая ул., д. 1, тел.: 42-55-20 (диспетчер по выпуску).
Проектная мощность депо - 100 ед. ПС троллейбуса. Штатная численность работающих - 319 человек .
До 2009 года существовали диспетчерские пункты МУП Иркутскгортранс, которые также выполняли роль столовых и пунктов отдыха для водителей. В настоящее время (с переводом контроля за троллейбусами на систему ГЛОНАСС) все диспетчерские закрыты, в связи с чем пассажиры общественного транспорта не имеют возможности получать информацию о движении троллейбусов без использования средств связи. Альтернативой диспетчерских пунктов на данный момент является сервис по определению местоположения общественного транспорта Иркутска — irkbus.ru (см. в разделе «Ссылки»). 